# Viziru
Viziru ist eine Gemeinde im Kreis Brăila in der Walachei in Rumänien.

## Geographische Lage

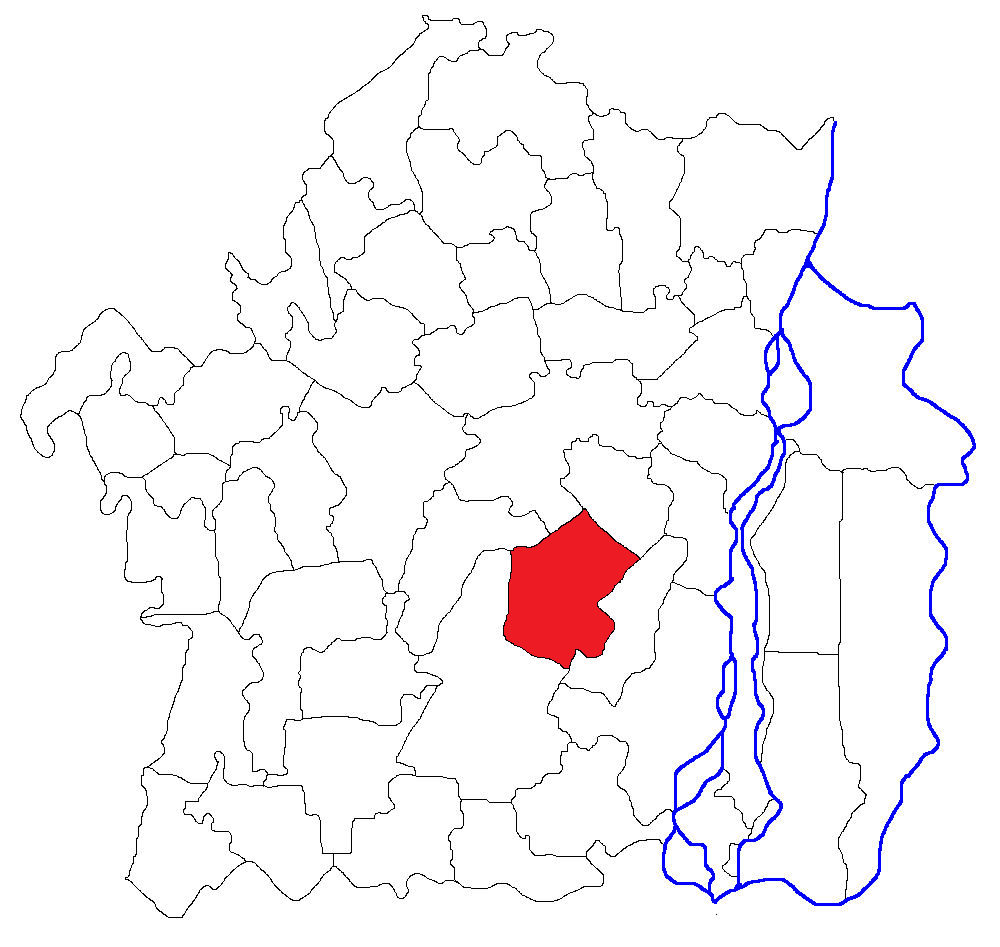
Lage der Gemeinde Viziru im Kreis Brăila

Die Gemeinde Visiru liegt in der Walachischen Tiefebene (Câmpia Română) in der historischen Region der Großen Walachei Rumäniens. In der Brăilei-Ebene, an der Europastraße 584 (Brăila–Slobozia, Kreis Ialomița) liegt der Ort Viziru 17 Kilometer nordöstlich von der Kleinstadt Însurăței; die Kreishauptstadt Brăila befindet sich 37 Kilometer nordöstlich von Viziru entfernt. 15 Kilometer östlich von Viziru verläuft die Donau.
Von der Gesamtfläche der Gemeinde (10.564 ha), werden 9.894 Hektar landwirtschaftlich bearbeitet.

## Geschichte
Viziru soll einer der ältesten Orte des Kreises Brăila sein. Er wurde angeblich 1462 wegen Versklavung von 600 Familien durch Türken, urkundlich erwähnt. Das eingemeindete Dorf Lanurile wurde bis 1965 Golășei genannt.

## Bevölkerung
2002 lebten in der Gemeinde 6396 Einwohner. 5423 (4913 ∗) davon waren Rumänen, 972 (1483 ∗) waren Roma und einer davon bezeichnete sich als Magyare. Bei der Volkszählung 2011 wurden in der Gemeinde Viziru 5906 Einwohner registriert. Davon waren 4515 Rumänen und 1064 Roma, restliche machten keine Angaben zu ihrer Ethnie.
Die Hauptbeschäftigung der Bevölkerung ist die Landwirtschaft.

## Sehenswürdigkeiten

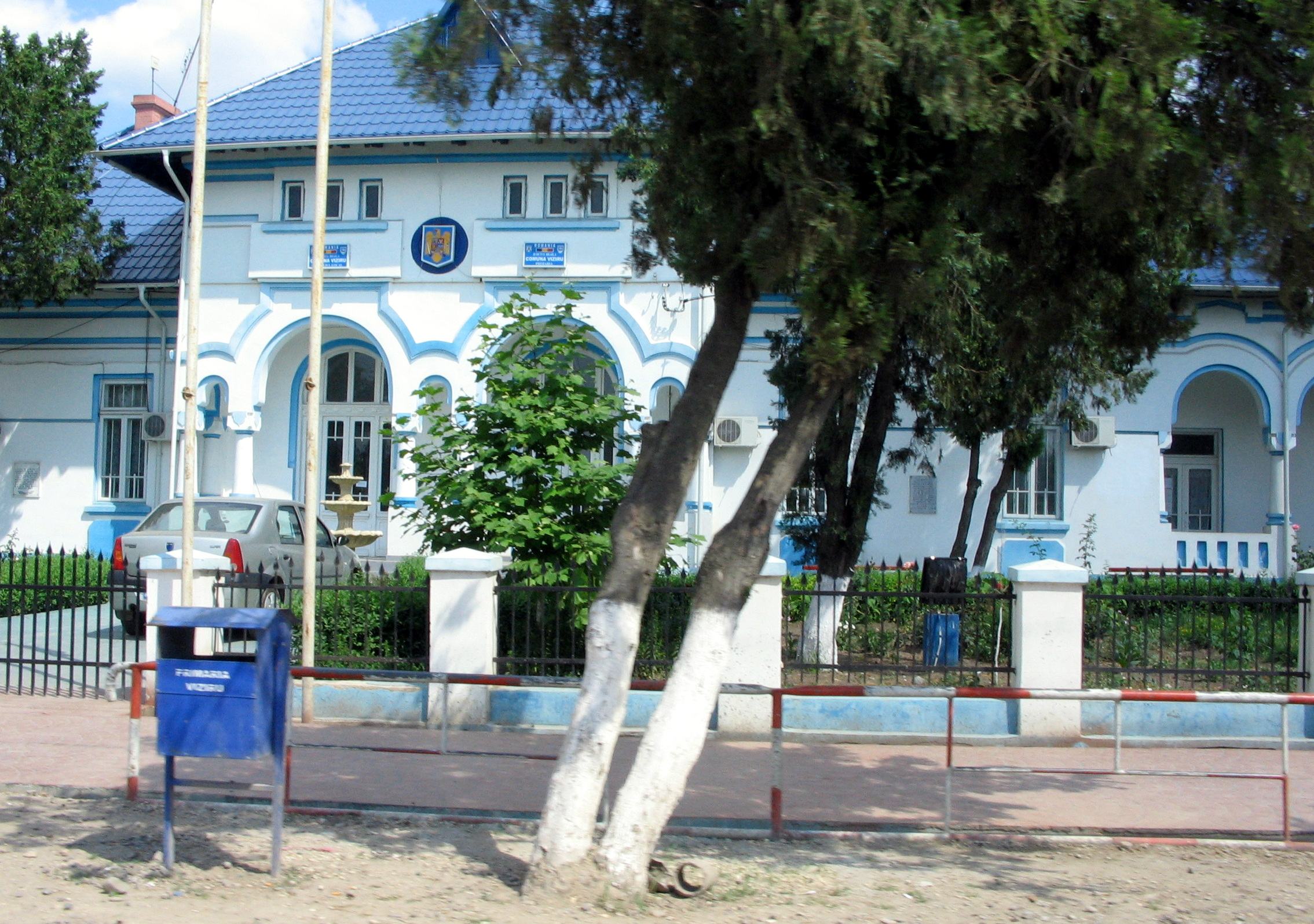
Bürgermeisteramt in Viziru

- Zwei orthodoxe Kirchen in Viziru, diejenige im Cartierul de Sus („Oberes Viertel“), etwa 1870 errichtet,[7] und die zweite im Cartierul de Jos („Unteres Viertel“), etwa 1874 errichtet[8] und 2010 erneuert.

## Persönlichkeiten
- Gheorghe Dogărescu (1960–2020), Handballspieler
- Costică Dafinoiu (1954–2022), Boxer